# Včela medonosná tellská

mapa rozšíření

Včela medonosná tellská (Apis mellifera intermissa také Apis mellifera major) je africký poddruh včely medonosné. Byla nalezena i na jihu Španělska, v Maghrebu severně od saharské pouště, v Africe od východu v Libyi a po západ v Maroku. Je přizpůsobena suchému klimatu. Tellská včela má černohnědé a oranžové pruhované břicho a černohnědý hrudník s oranžový ochlupením.

## Taxonomie
Ve srovnávací studii pěti poddruhů mezi včelou tellskou a iberskou (Smith, Palopoli, Taylor, Garnery, Cornuet, Solignac, Brown 1991) štěpné mapy získané použitím restrikčních enzymů ukázaly, že včela iberská obsahuje mtDNA podobnou včel tellských a také tmavých. Navíc včela tellská patří do skupiny, u které experiment prokázal podobnou mtDNA včelám horským, středoafrickým, západoafrickým a kapským Migrující populace včel medonosných z Afriky přes Gibraltarský průliv způsobily introgresi včel v západní Evropě.